# Mexikanische Formel-4-Meisterschaft
Die Mexikanische Formel-4-Meisterschaft (offiziell FIA F4 NACAM certified By FIA) ist eine Automobilrennserie nach dem FIA-Formel-4-Reglement in Mexiko. Die mexikanische Formel-4-Meisterschaft wurde erstmals zur Saison 2015/16 ausgetragen.

## Geschichte
Nachdem die FIA 2013 die Einführung eines Formel-4-Reglements beschlossen hatte, wurde die mexikanische Formel-4-Meisterschaft zur Saison 2015/16 ins Leben gerufen. Die Meisterschaft wird vom Verband Organización Mexicana De Automovilismo Internacional (OMDAI) veranstaltet.

## Fahrzeug
In der mexikanischen Formel-4-Meisterschaft wird das Formel-4-Chassis von Mygale, mit einem Ford 1,6-Liter-EcoBoost Motor, verwendet. Die Reifen kommen von Pirelli.

## Besonderheiten
Zusätzlich zu dem von der FIA vorgesehenen Punktesystem erhielten in der ersten Saison alle Fahrer außerhalb der Top 10, die gewertet werden, einen Punkt.

## Bisherige Meister
| Saison  | Meister             | Punkte   | Zweiter                | Punkte   | Dritter                | Punkte   | Rookie            | Punkte            | Quelle   |
| ------- | ------------------- | -------- | ---------------------- | -------- | ---------------------- | -------- | ----------------- | ----------------- | -------- |
| 2015/16 | Axel Matus          | 405      | José Sierra            | 255      | Patricio O’Ward        | 247      | Moisés de la Vara | 423               | [ 6 ]    |
| 2016/17 | Calving Ming        | 350      | José Sierra            | 295      | Alexis Carreño         | 225      | Manuel Sulaimán   | 336               | [ 7 ]    |
| 2017/18 | Moisés de la Vara   | 358      | Igor Fraga             | 265      | Alexandra Monhaupt     | 183      | Nicht ausgetragen | Nicht ausgetragen | [ 8 ]    |
| 2018/19 | Manuel Sulaimán     | 366      | Jak Crawford           | 333      | Pablo Pérez de Lara    | 262      | Nicht ausgetragen | Nicht ausgetragen | [ 9 ]    |
| 2019/20 | Noel León           | 325      | Nicholas Christodoulou | 280      | Andrés Pérez de Lara   | 252      | Nicht ausgetragen | Nicht ausgetragen | [ 10 ]   |
| 2021/20 | Abgesagt            | Abgesagt | Abgesagt               | Abgesagt | Abgesagt               | Abgesagt | Abgesagt          | Abgesagt          | Abgesagt |
| 2022/20 | Juan Felipe Pedraza | 274      | Julio Rejón            | 190      | Manuel Roza            | 187      | Nicht ausgetragen | Nicht ausgetragen | [ 11 ]   |
| 2023/20 | Pedro Juan Moreno   | 315      | Cristian Cantú         | 311      | David Esteban Cárdenas | 219      | Nicht ausgetragen | Nicht ausgetragen | [ 12 ]   |